# Municipio de Imperial
El municipio de Imperial (en inglés: Imperial Township) es un municipio ubicado en el condado de Jefferson en el estado estadounidense de Misuri. En el año 2010 tenía una población de 24551 habitantes y una densidad poblacional de 222,78 personas por km².

## Geografía
El municipio de Imperial se encuentra ubicado en las coordenadas 38°22′10″N 90°27′18″O / 38.36944, -90.45500. Según la Oficina del Censo de los Estados Unidos, el municipio tiene una superficie total de 110.2 km², de la cual 109.74 km² corresponden a tierra firme y (0.42%) 0.46 km² es agua.

## Demografía
Según el censo de 2010, había 24551 personas residiendo en el municipio de Imperial. La densidad de población era de 222,78 hab./km². De los 24551 habitantes, el municipio de Imperial estaba compuesto por el 97.16% blancos, el 0.5% eran afroamericanos, el 0.26% eran amerindios, el 0.53% eran asiáticos, el 0.01% eran isleños del Pacífico, el 0.2% eran de otras razas y el 1.34% pertenecían a dos o más razas. Del total de la población el 1.62% eran hispanos o latinos de cualquier raza.